# A Sucessora
A Sucessora é uma telenovela brasileira produzida e exibida pela TV Globo de 9 de outubro de 1978 a 3 de março de 1979, em 126 capítulos. Substituindo Gina e sendo substituída por Memórias de Amor, foi a 16ª "novela das seis" exibida pela emissora. 
Escrita por Manoel Carlos, adaptando para televisão o romance homônimo de Carolina Nabuco, com direção de Herval Rossano, Gracindo Júnior e Sérgio Mattar.
Contou com Susana Vieira, Rubens de Falco, Paulo Figueiredo, Lisa Vieira e Nathalia Timberg nos papéis principais da história.

## Enredo
No estado do Rio de Janeiro, entre os anos 1924 e 1925, a inocente Marina (Susana Vieira) é uma jovem de 20 anos, nascida na decadente aristocracia rural fluminense (D. Pedro II havia pernoitado na fazenda de sua família). Criada na fazenda Santa Rosa em um ambiente de simplicidade, Marina se apaixona por um galante rapaz, o rico viúvo Roberto Steen (Rubens de Falco), que passa uma noite em sua fazenda para tratar de negócios. O milionário é proprietário de uma elegante mansão na rua Paissandu, na zona sul da cidade do Rio de Janeiro. A paixão é fulminante e os dois se casam. Marina, agora madame Steen, muda-se para a mansão carioca, onde deve ocupar a posição de senhora da casa. Mas logo descobre que não será uma tarefa fácil.
Além das dificuldades para se adaptar ao luxo dos Steen, Marina tem de conviver com a forte presença de Alice, a falecida esposa de Roberto. Apesar de morta, Alice continua a ser lembrada e cultuada pelos empregados da casa, a começar pela governanta, Juliana (Nathalia Timberg). Apaixonada pelo patrão, Juliana não deixa que a falecida seja esquecida e cria um clima sombrio na casa. Idealizada por todos com quem convivera, a presença de Alice é reforçada por um retrato de corpo inteiro da falecida, pendurado na sala principal da mansão. Marina também sofre com as intrigas criadas por Juliana. Seria Juliana parte de uma conspiração comandada pela própria Alice (que estaria viva)? Marina estaria enlouquecendo? São questões levantadas ao longo da trama. O primo de Marina, Miguel (Paulo Figueiredo), é completamente apaixonado por ela, se transformando em mais um estorvo em seu casamento. Ele se une a Adélia (Lisa Vieira) na tentativa de separá-la de Roberto.
Já Germana (Arlete Salles), irmã de Roberto, é moderna e irreverente, contrariando os padrões de comportamento da época por sustentar o marido, Vasco (Kadu Moliterno), muito mais jovem que ela.

## Elenco

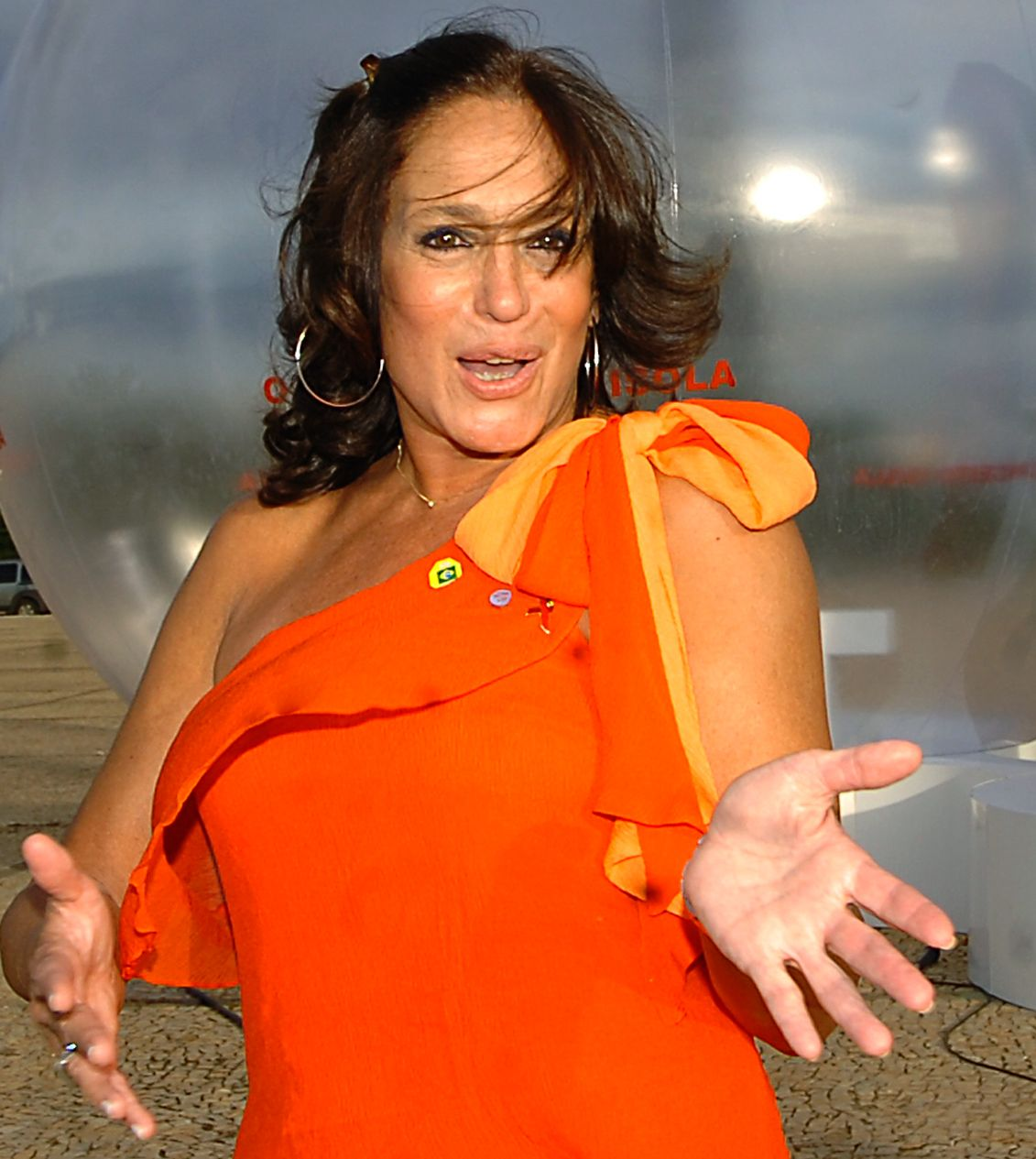
Susana Vieira como Marina Becker Steen.

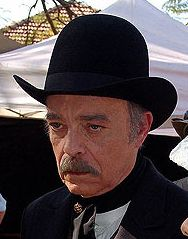
Rubens de Falco como Roberto Steen.

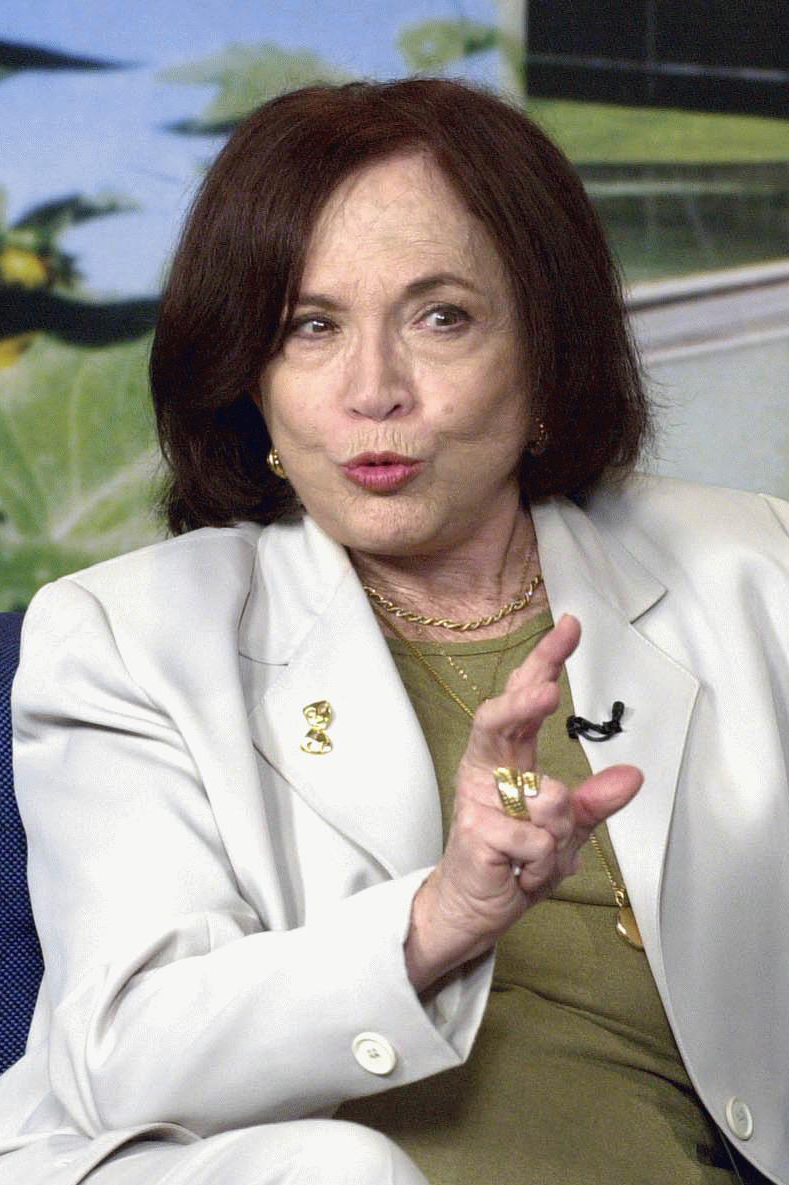
Nathalia Timberg como Juliana.

| Interprete       | Personagem                      |
| ---------------- | ------------------------------- |
| Susana Vieira    | Marina Becker Steen             |
| Rubens de Falco  | Roberto Steen                   |
| Nathalia Timberg | Juliana                         |
| Paulo Figueiredo | Miguel Figueira                 |
| Liza Vieira      | Adélia Figueira                 |
| Arlete Salles    | Germana Steen                   |
| Kadu Moliterno   | Vasco                           |
| Beatriz Veiga    | Dona Emília                     |
| Francisco Dantas | Dr. Moretti                     |
| Rosana Penna     | Lúcia de Góes                   |
| Mário Cardoso    | Pedro Monte                     |
| Sônia de Paula   | Isabel                          |
| Paulo Pinheiro   | Antônio                         |
| Sidney Marques   | Tião                            |
| Miriam Pires     | Guilhermina                     |
| Tetê Pritzl      | Luísa                           |
| Munira Haddad    | Ondina                          |
| Célia Biar       | Filomena Steen (Prima Filomena) |
| Dartagnan Mello  | José                            |
| Ary Coslov       | Munhoz                          |
| Heloísa Helena   | Madame Violeta Sanches          |
| Patrícia Bueno   | Laurita Menezes                 |
| Carmen Monegal   | Vanice                          |
| Ankito           | Edmundo Macedo                  |
| Jorge Cherques   | Antenor Lopes                   |
| Apolo Correia    | Carlos                          |

### Participações especiais
| Interprete          | Personagem              |
| ------------------- | ----------------------- |
| Cahuê Filho         | Padre Manfredo          |
| Jotta Barroso       | Benedito                |
| Pietro Mário        | Padre Eládio            |
| Jorge Botelho       | Paulo Rui               |
| Gracindo Júnior     | Epaminondas Machado Jr. |
| Luíza Tomé          | Tânia Mesquita          |
| Marcus Toledo       | Arthur Neves            |
| Alessandra Vieira   | Alice                   |
| Alcebíades Bandeira | Júlio                   |
| Celi Peterson       | Aparecida               |
| Irene Pereira       | Maria                   |
| Joana Rocha         | Ana                     |
| Loly Nunes          | Olívia                  |
| Lourdes Coimbra     | Catarina                |
| Luís Vasconcelos    | Pedro                   |
| Patrícia Parker     | Branca                  |
| Reginaldo Daniel    | Edu                     |
| Telma Lima          | Leonor                  |

## Produção
Foi realizada uma reprodução cuidadosa do Rio de Janeiro da década de 1920. A pesquisa histórica ficou a cargo de Ana Maria Magalhães. A escritora brasileira Carolina Nabuco, então com 88 anos, contribuiu para a pesquisa da produção ao descrever fatos históricos como a construção dos hotéis Copacabana Palace e Glória, no Rio de Janeiro. Carolina era filha do diplomata e abolicionista Joaquim Nabuco (1849-1910). Pelas mãos de Zenilda Barbosa, o figurino de A Sucessora chamava a atenção pela fidelidade com que reproduzia a moda e os costumes dos anos 1920. Nas festas, houve detalhamento nos chapéus, joias, cabelos e roupas com muito brilho, seda e rendas.  As cenas passadas na fazenda de Marina (Susana Vieira) foram gravadas na Fazenda Indiana, na zona oeste do Rio de Janeiro, e na Universidade Federal Rural do Rio de Janeiro, no município de Seropédica (RJ). A abertura, criada por Hans Donner, Sérgio Liuzzi e Nilton Nunes, mostrava uma sequência de cartões-postais românticos da década de 1920 ao som de Odeon, de Ernesto Nazareth e Vinicius de Moraes, cantado por Nara Leão. Os cartões foram cedidos à produção da novela pela colecionadora Ismênia Dantas, mulher do ator Nélson Dantas e mãe dos atores Daniel Dantas e Andréa Dantas.
Na época da exibição da novela, muitos acreditaram, erradamente, que sua trama se baseava em Rebecca, livro da inglesa Daphne Du Maurier lançado quatro anos depois do romance A Sucessora (1934). As semelhanças entre as duas histórias foram destacadas em artigo publicado no The New York Book Review e, no Brasil, pelo crítico literário do Correio da Manhã, Álvaro Lins.

## Exibição
Foi reprisada no Vale a Pena Ver de Novo de 17 de novembro de 1980 a 8 de maio de 1981 substituindo Dona Xepa e sendo substituída por Te Contei?, em 125 capítulos (sendo a primeira a ser exibida na íntegra, algo que nunca mais se repetiu com as suas sucessoras).
Foi reprisada pelo Vídeo Show, no quadro Novelão, de 6 de agosto a 10 de agosto de 2012, substituindo Pedra sobre Pedra e sendo substituída por Saramandaia, em 5 capítulos. Em 2016, foi novamente reprisada no quadro Novelão da Semana, entre os dias 18 e 22 de julho, simultaneamente com a novela Escrito nas Estrelas, substituindo Top Model.
Foi reapresentada pelo Viva de 27 de março a 19 de agosto de 2023, sendo substituída por História de Amor na faixa das 12h15, destinada às reprises especiais, com reprise às 11h45 (antecedendo o capítulo do dia) e às 2h. Essa reapresentação é uma homenagem aos 90 anos do autor Manoel Carlos. Três meses após a sua reprise, a novela ganhou uma reprise pelo Viva 70 (versão fast do canal por assinatura), com exibição entre 27 de novembro de 2023 e 20 de maio de 2024, sendo substituída por Escrava Isaura, se tornando uma das primeiras tramas a inaugurar o novo canal.

### Outras Mídias
Em março de 2014, foi lançada em DVD pela Globo Marcas.
Em 25 de setembro de 2023, foi disponibilizada na íntegra pelo Globoplay, como parte do Projeto Resgate.

## Suposto plágio internacional
Quando a novela apareceu nas telas brasileiras, muitos pensaram que o enredo fora retirado do romance Rebecca de Daphne du Maurier, com quem a história de Marina guarda muitas ligações. Na verdade, a obra de du Maurier foi publicada em 1938, ou seja, 4 anos depois de A sucessora de Carolina Nabuco, tanto que a autora de Rebecca foi acusada de plágio. Em 1941, a escritora inglesa rejeitou todas as acusações ao escrever uma carta ao New York Times na qual afirmava nunca ter ouvido falar de Carolina ou de seu romance até o ano anterior. Os editores também negaram qualquer correspondência entre as duas obras literárias. Apesar das tentativas de negar as coincidências entre Rebecca e A Sucessora, Carolina estava convicta de que sua obra havia sido plagiada, inclusive pelo fato de seu editor francês - a quem a escritora enviou a tradução de sua obra - também ser a editora que mais tarde publicaria Rebecca na França. Em 1940 com o lançamento no Brasil do filme Rebecca, a mulher inesqucível, de Alfred Hitchcock, os advogados do diretor inglês tentaram convencer o advogado de Nabuco a fazer com que esta assinasse um documento em que a escritora brasileira alegasse que as semelhanças entre os dois textos fossem "coincidências". Embora os advogados tenham prometido a Nabuco que ela seria "ricamente recompensada", ela se recusou a assinar o documento.

## Adaptações
Nas versões desta história, Manoel Carlos acrescentou uma primeira fase onde Marina e Alice são irmãs idênticas, e o texto de A Sucessora foi utilizado como segunda fase.
- La sombra de otra (1988): Telenovela colombiana produzida pela RTI Producciones e exibida pela Canal 1, protagonizada por Celmira Luzardo e Diego Álvarez.
- Manuela (1991): Telenovela argentina produzida pela Crustel S.A. e exibida pela Canal 13, protagonizada por Grecia Colmenares e Jorge Martínez.
- Isabella, mujer enamorada (1999): Telenovela peruana produzida e exibida pela América Televisión, protagonizada por Ana Colchero e Christian Meier.

## Música
- "Ontem ao Luar" - Fafá de Belém
- "Santa Maria" - Hermes Aquino
- "Odeon" - Nara Leão
- "Mal-me-quer" - Maria Creusa
- "Como Se Fosse" - Lucinha Araújo
- "Gadu Namorando" - Os Carioquinhas

Sonoplastia: Guerra Peixe Filho
Produção musical: Guto Graça Mello

Pesquisa de repertório: Arnaldo Schneider